# 西塚古墳

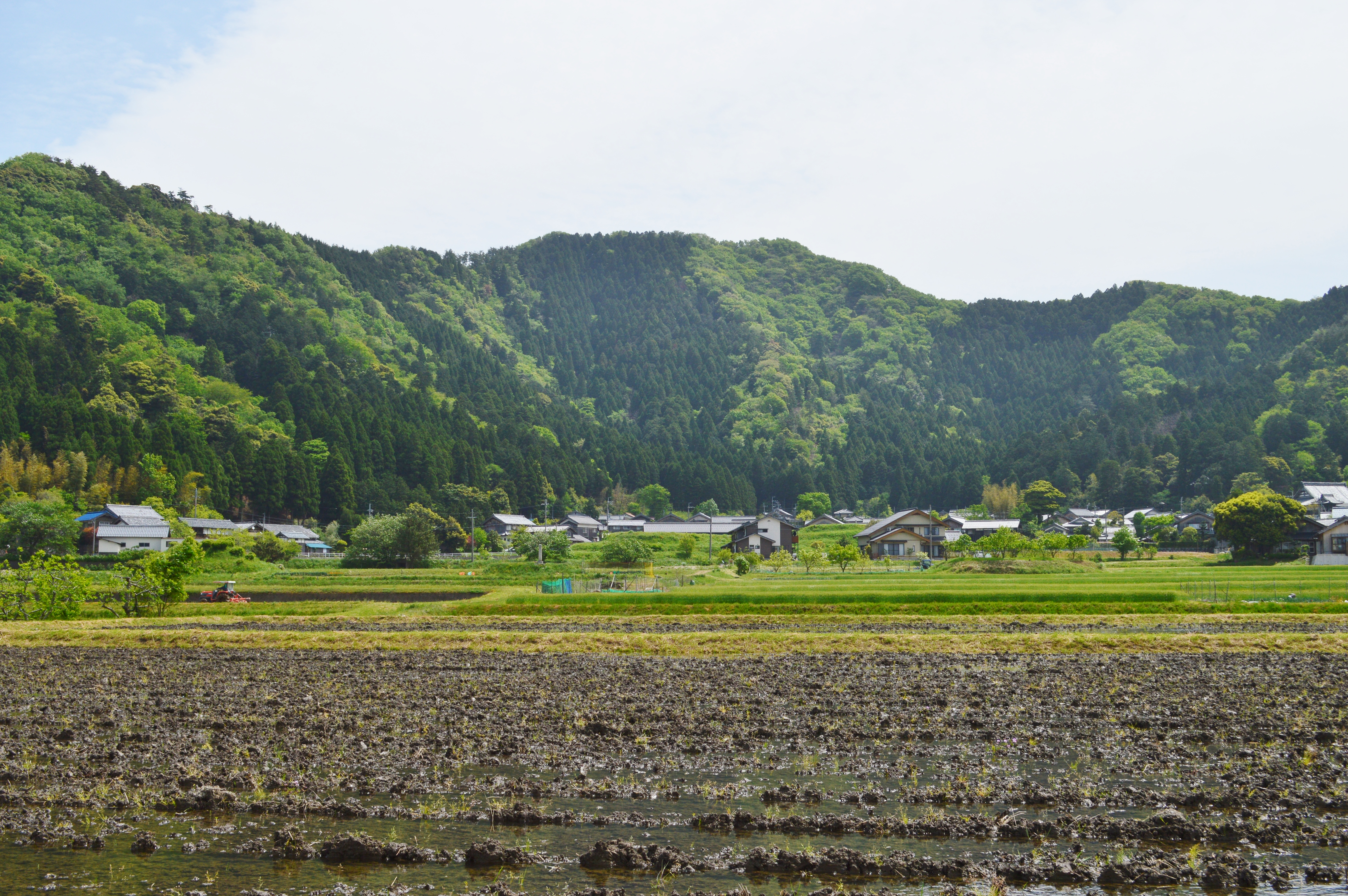
膳部山山麓左に西塚古墳、中央に上ノ塚古墳、右に糠塚古墳がある。

西塚古墳（にしづかこふん）は、福井県三方上中郡若狭町脇袋にある古墳。形状は前方後円墳。上中古墳群（うち脇袋古墳群）を構成する古墳の1つ。国の史跡に指定されている。

## 概要
| 古墳群 | 古墳名       | 形状       | 墳丘長 | 築造時期 |
| ------ | ------------ | ---------- | ------ | -------- |
| 脇袋   | 上ノ塚古墳   | 前方後円墳 | 100m   | 5c初     |
|        | 城山古墳     | 前方後円墳 | 63m    | 5c中     |
| 脇袋   | 西塚古墳     | 前方後円墳 | 74m    | 5c後     |
| 脇袋   | 中塚古墳     | 前方後円墳 | 72m    | 5c末     |
| 天徳寺 | 十善の森古墳 | 前方後円墳 | 68m    | 6c初     |
| 日笠   | 上船塚古墳   | 前方後円墳 | 70m    | 6c前     |
| 日笠   | 下船塚古墳   | 前方後円墳 | 85m    | 6c中     |

福井県南西部、若狭地方中央部にある膳部山（ぜんぶやま）の西側山麓に築造された古墳である。膳部山山麓は、本古墳含む7基（現存確認5基）からなる脇袋古墳群が営造された地域であるが、特に若狭地方の広域首長墓（若狭の王墓）とされる古墳3基（上ノ塚古墳・西塚古墳・中塚古墳）を含み、「王家の谷」に擬される地域になる。本古墳は脇袋古墳群の西端に位置し、1915年（大正5年）に鉄道敷設工事に際する採土で大半が削平され、その際に石室が露出したため調査が実施されたほか、その後にも数次の調査が実施されている。
墳形は前方後円形で、墳丘主軸を南北方向として前方部を南方向に向ける（中塚古墳と同方向、上ノ塚古墳と逆方向）。墳丘は2段または3段築成。墳丘外表では葺石・埴輪が認められる。墳丘周囲には盾形の周濠が巡らされており、この周濠外堤でも葺石・埴輪の存在可能性が高いとされる。埋葬施設は竪穴式石室（または竪穴系横口式石室）で、主軸を東西方向として長さ5.46メートル・幅1.27メートル・高さ1.5メートルを測り、石室内部では赤色顔料が塗布される。石室内からは豊富な副葬品が出土したほか、その他の出土品のうち埴輪には吉備地方・尾張地方の特色が見られており、当時の地域間交流が示唆される。
築造時期は、古墳時代中期の5世紀後半頃と推定される。若狭の首長墓としては城山古墳に後続し、中塚古墳に先行する時期に位置づけられる。被葬者は明らかでないが、後背の「膳部山」の名にも見えるように、一帯の脇袋古墳群ひいては上中古墳群は若狭国造の膳臣（かしわでのおみ、膳氏）一族の首長墓群と考えられており、本古墳もその1つと想定される。また本古墳の場合には特に、膳氏のうち膳斑鳩とする説がある。
古墳域は1935年（昭和10年）に国の史跡に指定されている。また出土品は宮内庁に所蔵されている。

## 遺跡歴
- 1915年（大正5年）、国鉄小浜線敷設の際の採土で石室露出、古墳と判明[4][3]。
- 1915・1917年（大正5・7年）、石室内部の調査（宮内省御用掛）[4][3]。
- 1935年（昭和10年）12月24日、国の史跡に指定[7]。
- 1970年（昭和45年）、墳丘・周濠発掘調査[3]。
- 1991年（平成3年）、墳丘・周濠発掘調査[3]。
- 2008年（平成20年）、地中レーダー探査・電気探査（奈良文化財研究所・若狭町）[2]。
- 2020年度（令和2年）以降、史跡整備に伴う範囲確認調査（若狭町歴史文化課）[8]。

## 墳丘
墳丘の規模は次の通り（1991年（平成3年）調査による値）。
- 墳丘長：74メートル
- 後円部 直径：約39メートル
- 前方部 長さ：約47メートル

現在では、後円部と前方部の一部の墳丘のみを遺存する。周濠内からは人物埴輪・馬形埴輪などの形象埴輪が検出されているが、それらの出土状況によれば周濠外堤に形象埴輪樹立区域の存在が推測される。また後円部裾では陸橋状遺構が検出されている。

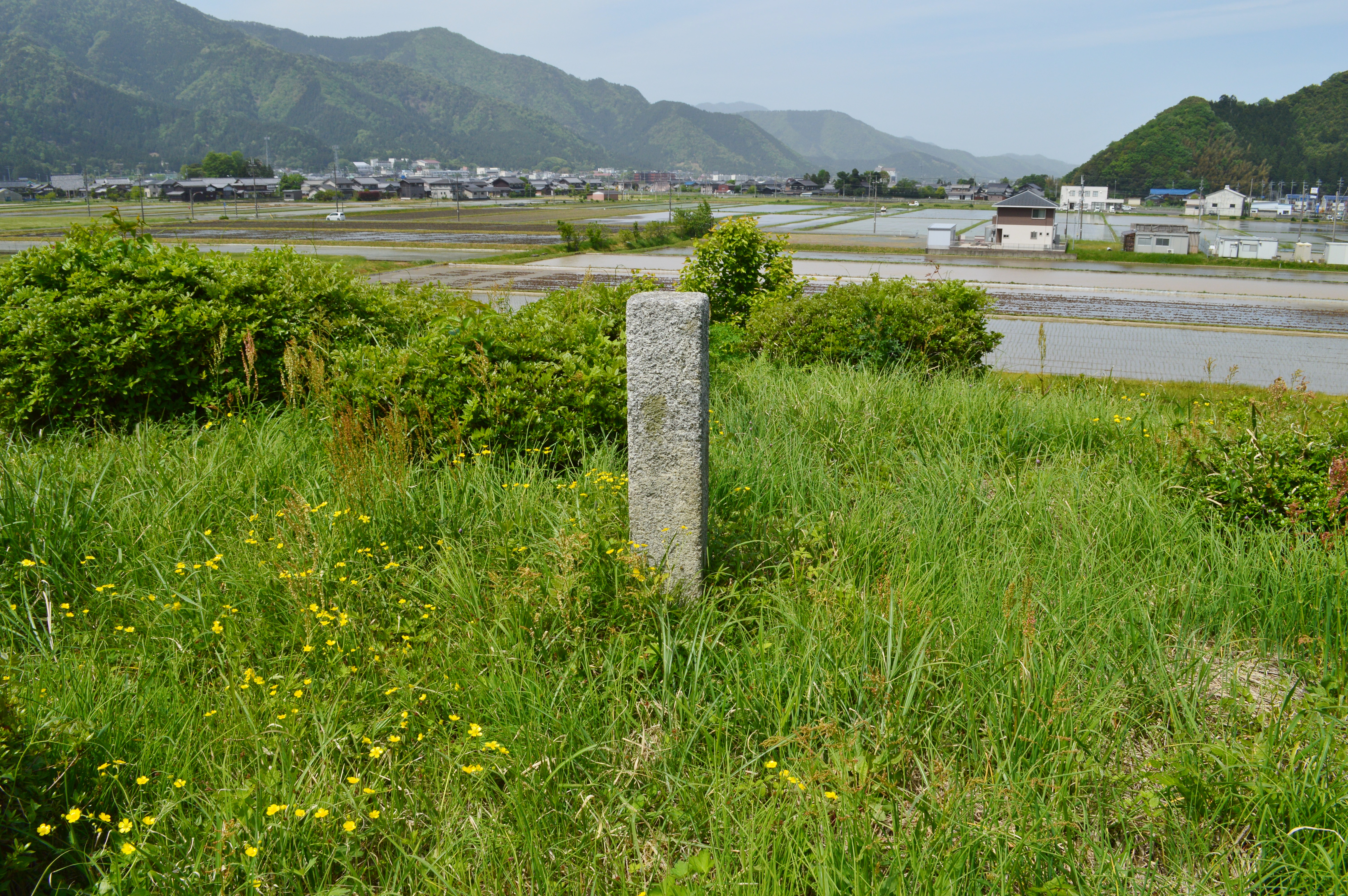
後円部墳頂
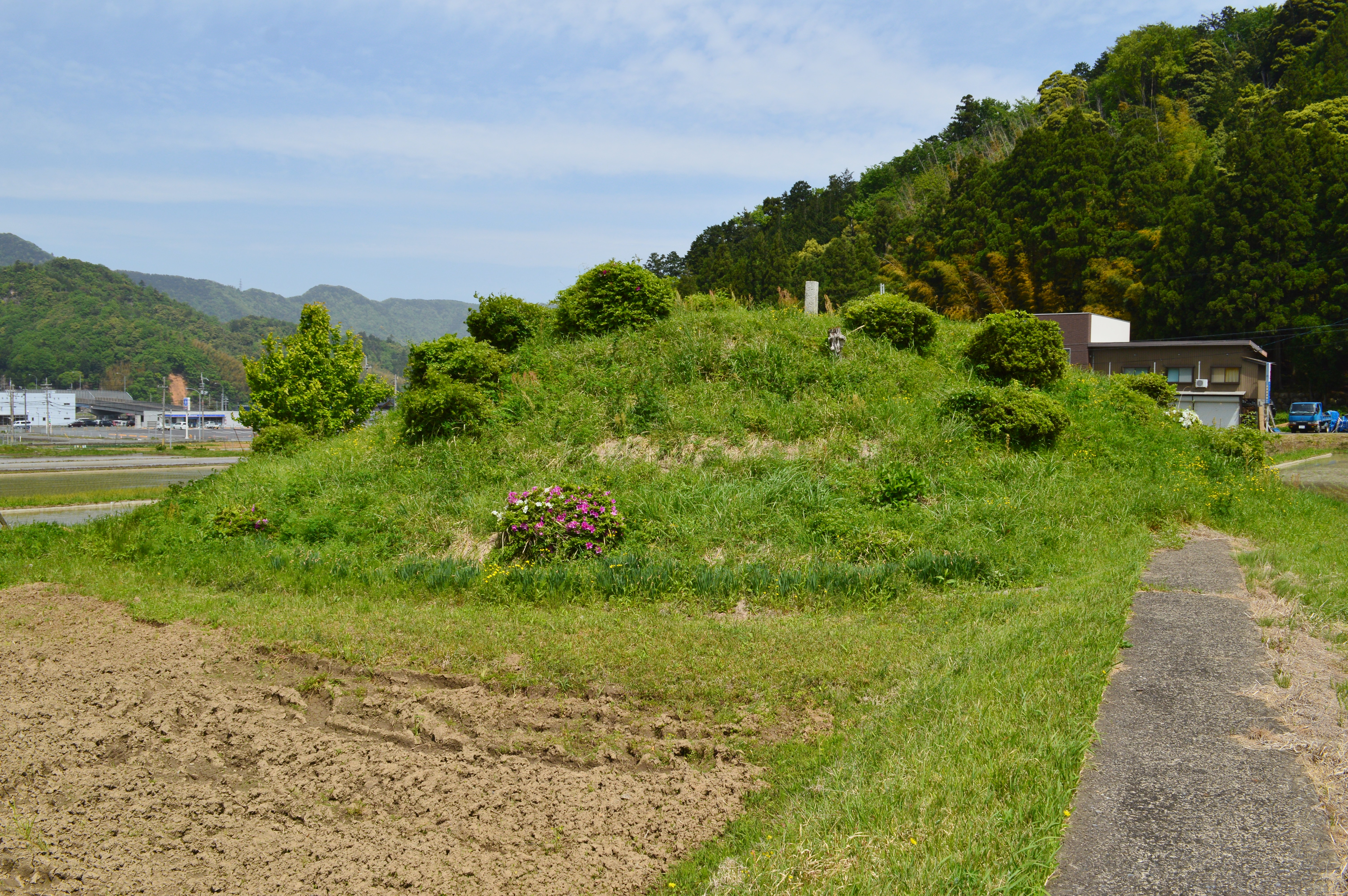
後円部残丘
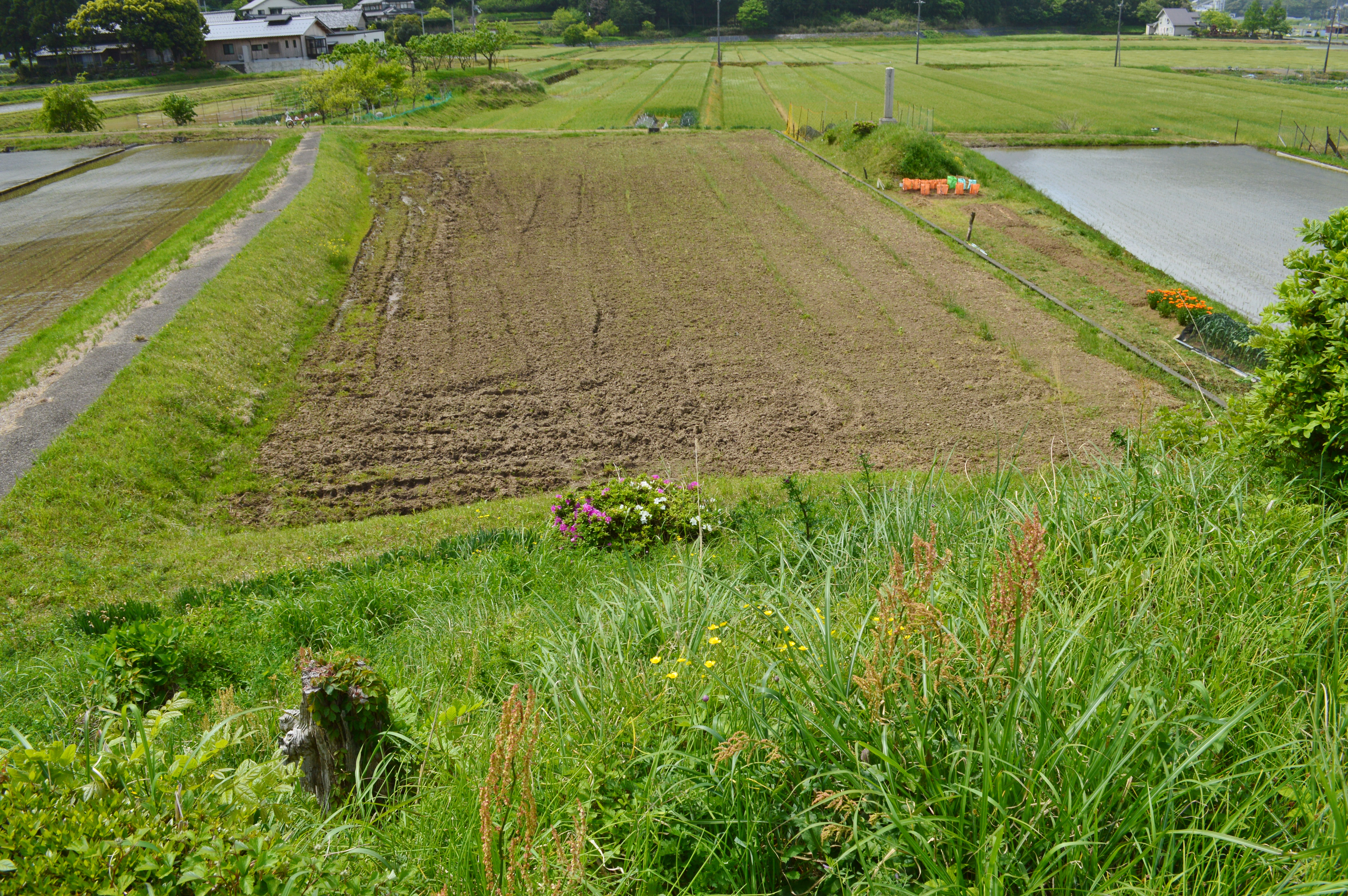
前方部消失部（後円部から望む）
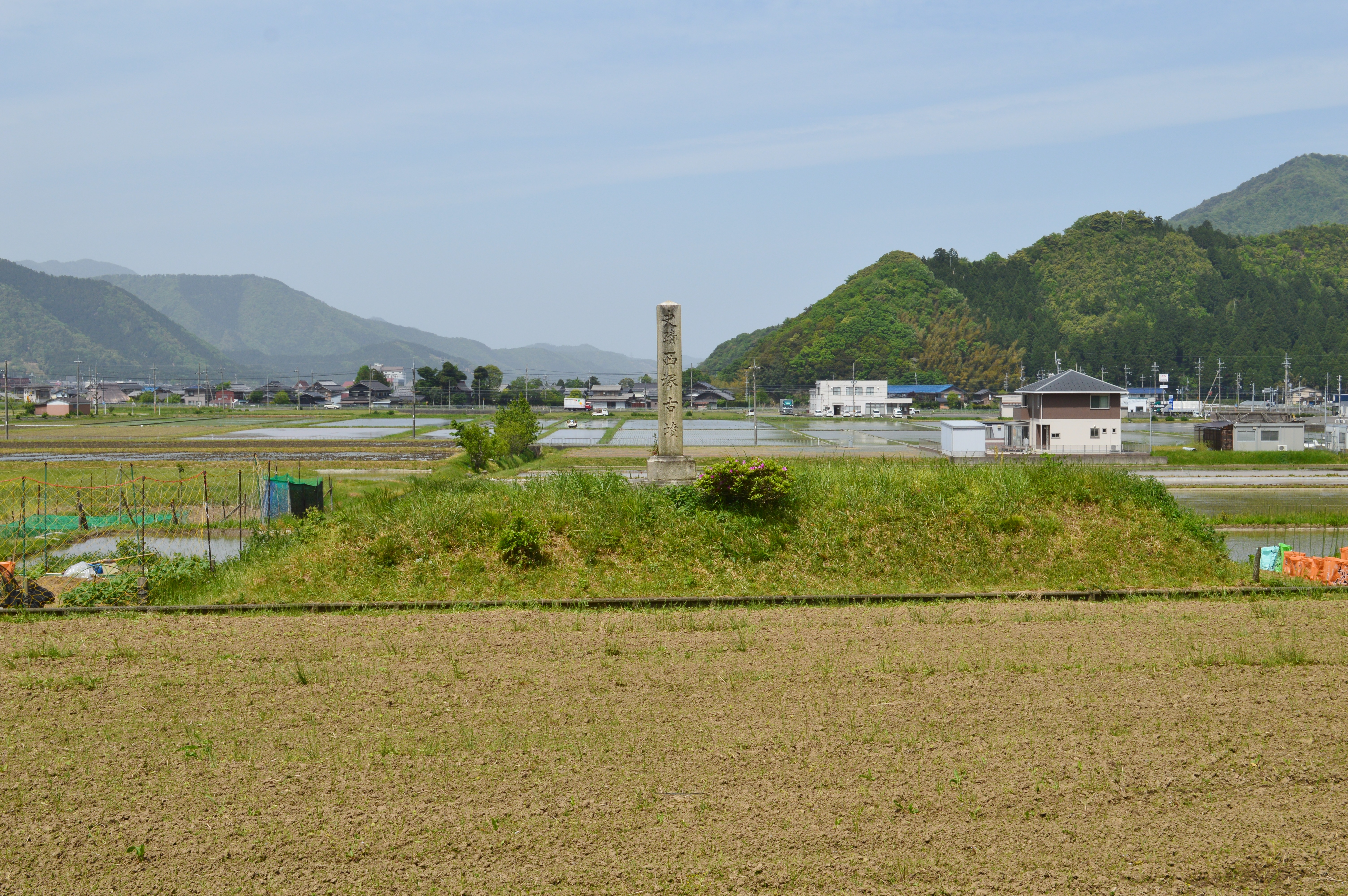
前方部残丘
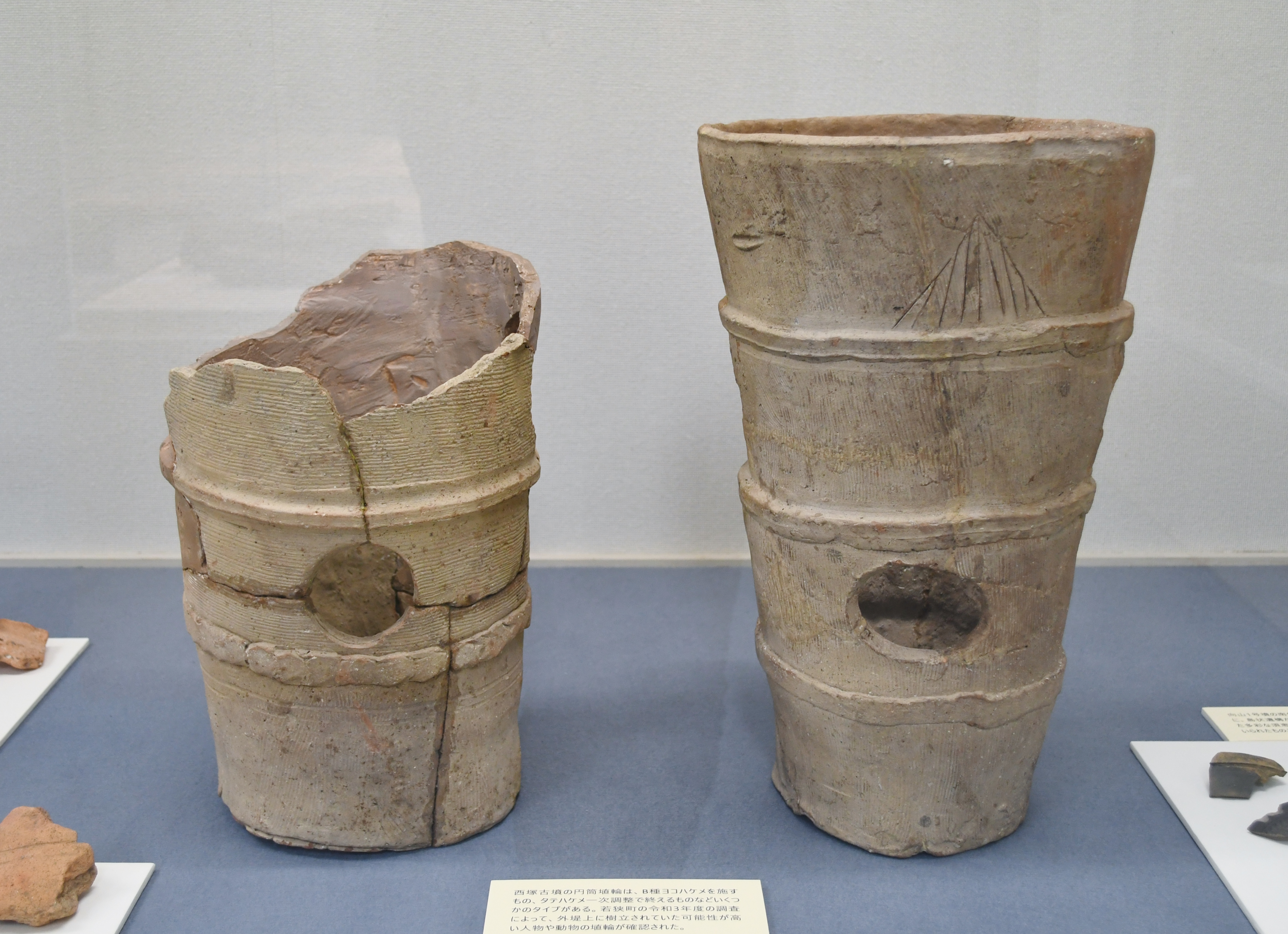
円筒埴輪 花園大学歴史博物館企画展示時に撮影。

## 出土品
1915・1917年（大正5・7年）の調査で石室内から出土した遺物は次の通り。これらは現在は宮内庁に所蔵されている。
- 銅鏡
  - 中国製神人画像鏡 1
  - 仿製四獣鏡 1
- 装身具
  - 金製垂飾付耳飾 2
  - ガラス勾玉 1
  - 管玉 44以上
  - 銀鈴 4
  - 銅鈴 6
- 武器
  - 鉄刀
  - 鉄剣
  - 鉄鏃
  - 鉄鉾
  - 鉄斧

- 武具
  - 眉庇付冑片 3
  - 小札鋲留式衝角付冑 1
  - 横矧板鋲留短甲 1
  - 肩甲片 10以上
  - 頸甲 1
- 馬具
  - 轡 1
  - 杏葉 2
  - 辻金具 2
  - 金銅帯金具（鈴付龍文・鳳凰文銙板） 4以上
  - 金銅帯銙具
- その他
  - 砥石 2
  - 須恵器壺片 1

## 文化財

### 国の史跡
- 西塚古墳 - 1935年（昭和10年）12月24日指定[7]。

## 関連施設
- 三の丸尚蔵館（東京都千代田区千代田の皇居東御苑内） - 西塚古墳の出土品を保管（常設展示なし）。
- 若狭町歴史文化館（若狭町市場） - 西塚古墳の出土埴輪を保管・展示。

## 関連文献
（記事執筆に使用していない関連文献）
- 清喜裕二「福井県西塚古墳出土品調査報告 (PDF)」『書陵部紀要 第49号』宮内庁書陵部、1997年。 - リンクは宮内庁「書陵部所蔵資料目録・画像公開システム」。
  - 再掲：清喜裕二 著「福井県西塚古墳出土品調査報告」、宮内庁書陵部陵墓課編 編『書陵部紀要所収 陵墓関係論文集 4』宮内庁書陵部、2000年。ISBN 4311300387。
- 清喜裕二「福井県西塚古墳出土遺物の来歴調査について (PDF)」『書陵部紀要 陵墓篇 第63号』宮内庁書陵部、2011年。 - リンクは宮内庁「書陵部所蔵資料目録・画像公開システム」。

## 関連項目

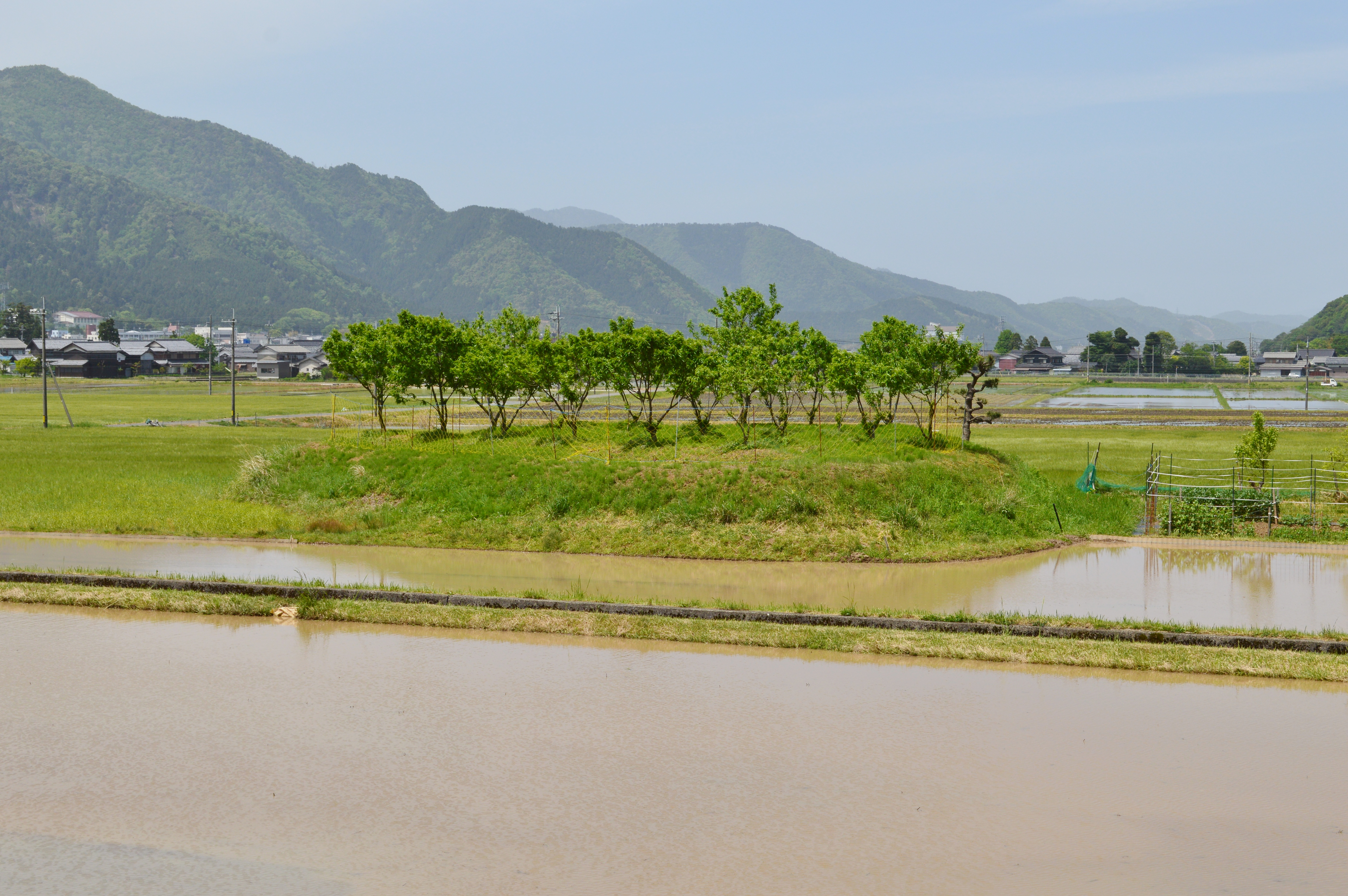
糠塚古墳